# 赤湯温泉 (福島県)
赤湯温泉（あかゆおんせん）は、福島県福島市土湯温泉町（旧国陸奥国、明治以降は岩代国）にある温泉。土湯峠温泉郷にある温泉の一つ。

## 泉質
- 炭酸鉄泉
- 硫黄泉

### 効能
- 温泉固有の適応症
  - 神経痛、リュウマチ、婦人病など

※効能はその効果を万人に保証するものではない。

## 温泉地
鷲倉温泉と野地温泉の間に位置し、一軒宿「好山荘」が建つ。
1930年代は土湯こけしの職人が工房としていたが、磐梯吾妻スカイラインの開通にあわせ、1955年（昭和30年）に温泉宿として営業を開始した。
露天風呂は周辺の温泉のような青白い硫黄泉であるが、内風呂は特徴的な赤茶色のお湯である。炭酸鉄泉で、内容物が空気に触れ急速に酸化することで色が着き、浸したタオルが茶色になってしまうほどである。

## 好山荘
好山荘は吾妻山中腹の標高約1200mの地点にあり、1947年（昭和22年）頃に創業した。例年12月から3月頃まで冬季休業となる。
2021年（令和3年）2月の福島県沖地震で建物が倒壊したが、再建工事により、2022年（令和4年）7月1日に営業を再開することになった。客室は18室である。

## アクセス
- 車：東北自動車道福島西ICから国道115号を猪苗代方面へ進み、土湯トンネル手前で福島県道30号本宮土湯温泉線を土湯峠方面へ向かう。
- 公共交通：福島交通が季節運行の福島駅発着バス「スカイライン循環線」を運行することがあり、「新野地温泉」バス停より徒歩約10分。

## 周辺
- 鬼面山
- 磐梯吾妻スカイライン
- 土湯峠
- 野地温泉・新野地温泉・鷲倉温泉・幕川温泉
- 横向温泉
- 箕輪スキー場